# Нека
Нека́ (перс. ‎и маз. نکا) — город на севере Ирана в провинции Мазендеран, административный центр шахрестана Нека.
Население — 37 тыс. человек.
Расположен на обоих берегах реки Нека, впадающей в Каспийское море. В 20 минутах езды от центра города расположен крупнейший нефтеналивной порт Ирана на Каспии.